# Hinuera (Nouvelle-Zélande)
La ville d' Hinuera est une localité de la région de Waikato située dans l’Île du Nord de la Nouvelle-Zélande.

## Situation
Elle est localisée le long de la route State Highway 29/S H 29 (en), à approximativement mi-chemin entre les villes de Hamilton et celle de Tauranga,et l’embranchement du chemin de fer de la branche de Kinleith (en), passe aussi à travers le village.

## Personnalité notable
James Cotter (en), MLC était  natif de la ville d’Hinuera.